# Sin muertos no hay carnaval
Sin muertos no hay carnaval é um filme de terror equatoriano de 2016 dirigido e escrito por Sebastián Cordero. Foi selecionado como representante de seu país ao Oscar de melhor filme estrangeiro em 2017.

## Elenco
- Diego Cataño
- Maya Zapata
- Andrés Crespo
- Erando González
- Daniel Adum Gilbert
- Victor Arauz